# Павлов, Михаил Сергеевич
Михаи́л Серге́евич Па́влов (1 декабря 1986, Белая Калитва) — российский гребец-каноист, выступает за сборную России с 2003 года. Чемпион мира и Европы, многократный победитель национальных и молодёжных регат. На соревнованиях параллельным зачётом представляет Ростовскую и Рязанскую области, заслуженный мастер спорта России.

## Биография
Михаил Павлов родился 1 декабря 1986 года в городе Белая Калитва, Ростовская область. Активно заниматься греблей начал в возрасте десяти лет, проходил подготовку на местной гребной базе под руководством тренера С. В. Кабаргина. Позже тренировался в ростовском центе спортивной подготовки № 3 у таких специалистов как В. И. Немиш, Н. Н. Андин, А. В. Немиш, Г. И. Игнатенко, О. В. Чёртов. Начиная с 2003 года, после победы на юниорском чемпионате мира, стал попадать в основной состав российской национальной сборной. В 2004 и 2005 годах выиграл молодёжные первенства Европы.
На взрослом уровне Павлов впервые заявил о себе в сезоне 2008 года, когда побывал на чемпионате Европы в Милане и привёз оттуда награду бронзового достоинства, выигранную в зачёте четырёхместных каноэ на дистанции 500 метров. Год спустя был чемпионом и призёром молодёжного европейского первенства. В 2010 году благодаря череде удачных выступлений удостоился права защищать честь страны на чемпионате мира в польской Познани — в составе команды, куда также вошли гребцы Иван Штыль, Николай Липкин и Евгений Игнатов, завоевал золотую медаль в программе эстафеты 4 × 200 м.
Будучи студентом, в 2013 году Павлов принял участие в летней Универсиаде в Казани, где занял первое место в зачёте каноэ-четвёрок на полукилометровой дистанции. По состоянию на 2014 год остаётся членом сборной России по гребле на байдарках и каноэ, в частности, на этапе Кубка мира в чешском Рачице взял серебро среди одиночек в гонке на пятьсот метров, тогда как на этапе в Венгрии вместе с напарником Ильёй Штокаловым добыл золото парной полукилометровой дистанции. Отобрался для участия в домашнем чемпионате мира в Москве.
За выдающиеся спортивные достижения удостоен почётного звания «Мастер спорта России международного класса». Имеет два высших образования, окончил Московский государственный индустриальный университет и Южный федеральный университет. Женат, есть сын.